# Leihgestern
Leihgestern ist einer der beiden Stadtteile von Linden im mittelhessischen Landkreis Gießen und liegt im historischen Hüttenberger Land. Der Ort ist Sitz der Stadtverwaltung.

## Geografie

### Geografische Lage
Leihgestern grenzt im Westen direkt an Großen-Linden in Mittelhessen sowie die Main-Weser-Bahn (Kassel-Frankfurt am Main). Im Ort treffen sich die Landesstraßen 3129 und 3130.

### Nachbarorte
|               | Gießen                                      |                      |
| Großen-Linden | Kompassrose, die auf Nachbargemeinden zeigt | Watzenborn-Steinberg |
|               | Langgöns                                    |                      |

## Geschichte

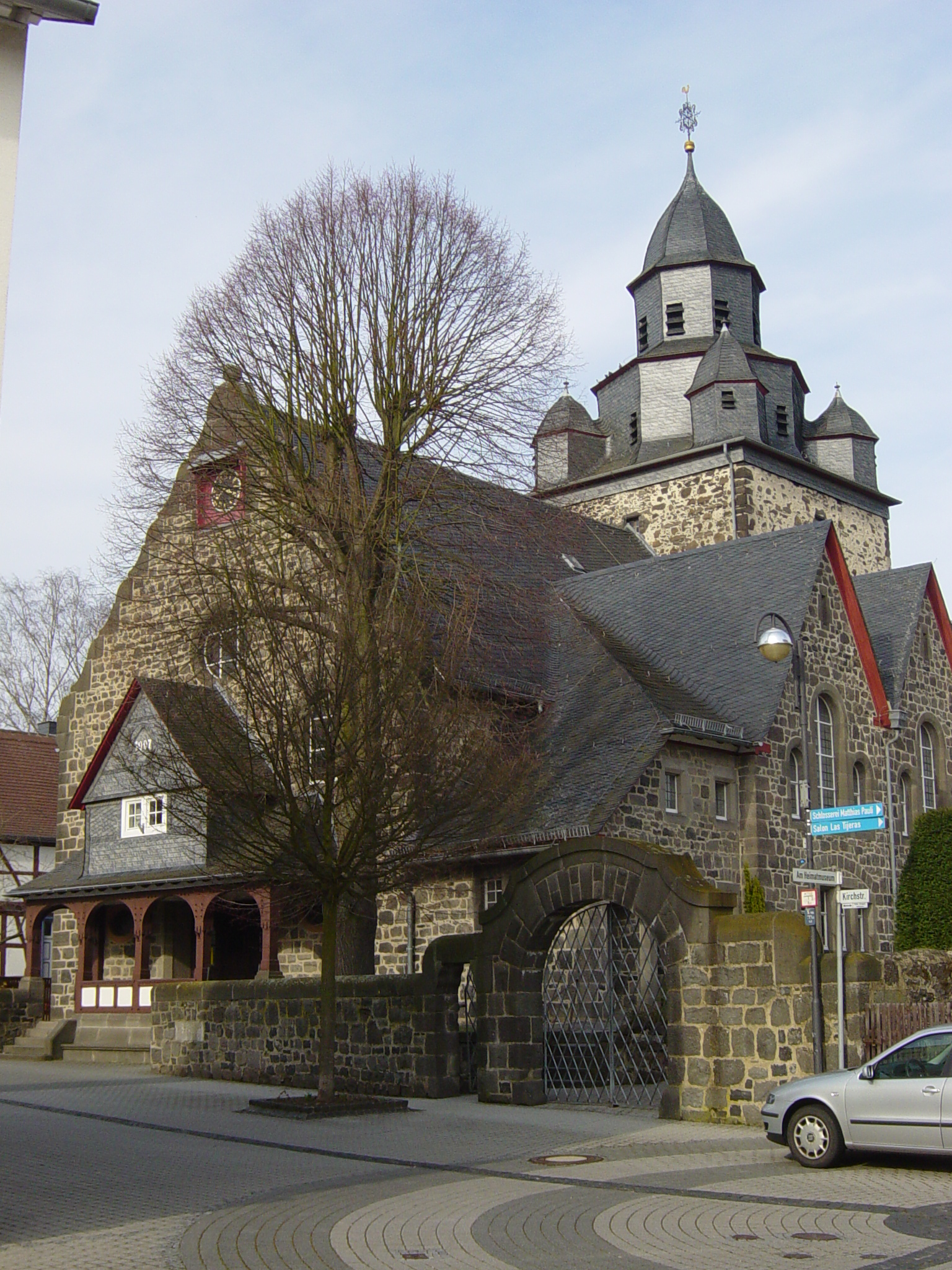
Ev. Kirche in Leihgestern

### Historische Ortsnamen
Die älteste bekannte Erwähnung des Dorfes stammt aus einer Urkunde von 802/817 des Codex Eberhardi des Klosters Fulda. 
In erhaltenen Urkunden wurde Leihgestern unter den folgenden Namen erwähnt (in Klammern das Jahr der Erwähnung):
- in villa Leizgestre (802/817) [XII Codex Eberhardi 1 I S. 271 = Dronke, Traditiones Capitulum 6 Nr. 67]
- in Letkestre (Leizkestre) marca (805) [XII Jh. Codex Laureshamensis III, Nr. 3128=3724a]
- in Leitkastre marca (in Leizcastro) (822) [XII Jh. Codex Laureshamensis III, Nr. 3130=3724c]
- in Leitcastre (Letcastre) (825) [XII Jh. Codex Laureshamensis III, Nr. 3131=3731a, 3129=3767d]
- in Leigesteren (1141) [Fälschung XIII Wyss, Urkundenbuch der Deutschordens-Ballei 3, Nr. 1332]
- de Leikestere (1150)  [Wyss, Urkundenbuch der Deutschordens-Ballei 3, Nr. 1336]
- de Leitgestere (1171) [Mainzer Urkundenbuch 2, 1, Nr. 337]
- in Legesteren (1237) [Wyss, Urkundenbuch der Deutschordens-Ballei 3, Nr. 1348]
- Leitgestirin (1322) [Urkundenbuch des Klosters Arnsburg 3, Nr. 550]
- von Leykesteren (1474) [Urkundenbuch des Klosters Arnsburg 3, Nr. 1199]

### Ortsgeschichte
Leihgestern gehörte zu dem Teil des Amtes Hüttenberg, einem nassauisch-hessischen Kondominat, der bei der Teilung von 1703 an die Landgrafschaft Hessen-Darmstadt fiel. Hier gehörte es dann zum hessischen Amt Hüttenberg.
1803 fasste die Landgrafschaft ihre nördlich des Mains gelegenen Gebiete in dem Fürstentum Oberhessen (später: Provinz Oberhessen) zusammen, wo nun auch Leihgestern lag. 1806 wurde die Landgrafschaft von Napoleon zum Großherzogtum Hessen erhoben. Dieses führte 1821 eine Verwaltungsreform durch, in der das Amt Hüttenberg aufgelöst wurde. Übergeordnete Verwaltung war nun der Landratsbezirk Gießen, zuständiges Gericht das Landgericht Gießen.
Die Statistisch-topographisch-historische Beschreibung des Großherzogthums Hessen berichtet 1830 über Leihgestern:

„Leihgestern (L. Bez. Giessen) evangel. Pfarrdorf; liegt 1 1⁄2 St. von Giessen, hat 154 Häuser und 845 Einwohner, die außer 2 Katholiken, 1 Mennoniten und 46 Juden evangelisch sind. Sodann hat der Ort 1 Kirche, 1 Rathhaus, 1 Synagoge, 1 Mahlmühle, so wie eine Mineralquelle, die aber nicht benutzt wird. – Die Leihgesterner Mark, so wie das Dorf Leihgestern (Leucastre, Leitkestre, Leizcastrum etc.) kommt schon zu den Zeiten Carls des Großen vor. Später war der Ort zwischen Hessen und Nassau Weilburg gemeinschaftlich; durch die Aufhebung der Gemeinschaft im Jahr 1703 kam Leihgestern ausschließend an Hessen.“

Leihgestern gehörte zum Gebiet des Gemeinen Rechts, das hier ohne die Überlagerung von Partikularrecht galt. Dieses behielt seine Geltung auch während der Zugehörigkeit zum Großherzogtum Hessen im 19. Jahrhundert, bis es zum 1. Januar 1900 von dem einheitlich im ganzen Deutschen Reich geltenden Bürgerlichen Gesetzbuch abgelöst wurde.
Hessische Gebietsreform (1970–1977)
Im Zuge der Gebietsreform in Hessen wurden zum 1. Januar 1977 durch das Gesetz zur Neugliederung des Dillkreises, der Landkreise Gießen und Wetzlar und der Stadt Gießen die bis dahin selbstständige Gemeinde Leihgestern mit der Stadt Großen-Linden zur neuen Stadt Linden zusammengeschlossen. Ortsbezirke wurden nicht gebildet. Zu Leihgestern zählen die Ortsteile Mühlberg und das Gut Neuhof.

### Verwaltungsgeschichte im Überblick
Die folgende Liste zeigt die Staaten und Verwaltungseinheiten, denen Leihgestern angehört(e):
- ab 14. Jahrhundert: Heiliges Römisches Reich, Amt Hüttenberg (Kondominium: Grafschaft Nassau und  Landgrafschaft Hessen)
- ab 1567: Heiliges Römisches Reich, Kondominium: Grafschaft Nassau und Landgrafschaft Hessen-Marburg, Amt Hüttenberg[10]
- ab 1604: Heiliges Römisches Reich, Kondominium: Grafschaft Nassau und Landgrafschaft Hessen-Darmstadt, Amt Hüttenberg
- ab 1703: Heiliges Römisches Reich, Landgrafschaft Hessen-Darmstadt, Oberfürstentum Hessen, Amt Hüttenberg[11]
- ab 1806: Großherzogtum Hessen,[Anm. 2] Fürstentum Oberhessen, Amt Hüttenberg[12][13]
- ab 1815: Großherzogtum Hessen, Provinz Oberhessen, Amt Hüttenberg[14]
- ab 1821: Großherzogtum Hessen, Provinz Oberhessen, Landratsbezirk Gießen[Anm. 3]
- ab 1832: Großherzogtum Hessen, Provinz Oberhessen, Kreis Grünberg
- ab 1837: Großherzogtum Hessen, Provinz Oberhessen, Kreis Gießen
- ab 1848: Großherzogtum Hessen, Regierungsbezirk Gießen
- ab 1852: Großherzogtum Hessen, Provinz Oberhessen, Landkreis Gießen
- ab 1867: Norddeutscher Bund,[Anm. 4] Großherzogtum Hessen, Provinz Oberhessen, Landkreis Gießen
- ab 1871: Deutsches Reich, Großherzogtum Hessen, Provinz Oberhessen, Landkreis Gießen
- ab 1918: Deutsches Reich (Weimarer Republik), Volksstaat Hessen, Provinz Oberhessen, Landkreis Gießen
- ab 1938: Deutsches Reich, Volksstaat Hessen, Landkreis Gießen[15][Anm. 5]
- ab 1945: Amerikanische Besatzungszone,[Anm. 6] Groß-Hessen, Regierungsbezirk Darmstadt, Landkreis Gießen
- ab 1946: Amerikanische Besatzungszone, Hessen, Regierungsbezirk Darmstadt, Landkreis Gießen
- ab 1949: Bundesrepublik Deutschland, Hessen, Regierungsbezirk Darmstadt, Landkreis Gießen
- ab 1977: Bundesrepublik Deutschland, Hessen, Regierungsbezirk Darmstadt, Lahn-Dill-Kreis, Gemeinde Linden
- ab 1979: Bundesrepublik Deutschland, Hessen, Regierungsbezirk Darmstadt, Landkreis Gießen, Gemeinde Linden
- ab 1981: Bundesrepublik Deutschland, Hessen, Regierungsbezirk Gießen, Landkreis Gießen, Gemeinde Linden

## Bevölkerung

### Einwohnerstruktur 2011
Nach den Erhebungen des Zensus 2011 lebten am Stichtag dem 9. Mai 2011 in Leihgestern 5610 Einwohner. Darunter waren 354 (6,3 %) Ausländer. Nach dem Lebensalter waren 879 Einwohner unter 18 Jahren, 2481 zwischen 18 und 49, 1170 zwischen 50 und 64 und 1080 Einwohner waren älter. Die Einwohner lebten in 2733 Haushalten. Davon waren 1167 Singlehaushalte, 633 Paare ohne Kinder und 672 Paare mit Kindern, sowie 198 Alleinerziehende und 60 Wohngemeinschaften. In 504 Haushalten lebten ausschließlich Senioren und in 2010 Haushaltungen lebten keine Senioren.

### Einwohnerentwicklung
Quelle: Historisches Ortslexikon
| • 1502: | 46 Männer                                                                                |
| • 1577: | 84 Hausgesesse                                                                           |
| • 1630: | 16 zweispännige, 32 einspännige Ackerleute, 22 Einläuftige, 3 Witwen, 15 Vormundschaften |
| • 1677: | 98 Hausgesesse, davon 11 freie                                                           |
| • 1742: | 2 Geistliche/Beamte, 139 Untertanen, 49 Junge Mannschaften                               |
| • 1800: | 746 Einwohner                                                                            |
| • 1806: | 762 Einwohner, 159 Häuser                                                                |
| • 1829: | 845 Einwohner, 154 Häuser                                                                |
| • 1867: | 989 Einwohner, 179 bewohnte Gebäude                                                      |
| • 1875: | 1004 Einwohner, 189 bewohnte Gebäude                                                     |

| Leihgestern: Einwohnerzahlen von 1800 bis 2011 | Leihgestern: Einwohnerzahlen von 1800 bis 2011 | Leihgestern: Einwohnerzahlen von 1800 bis 2011 | Leihgestern: Einwohnerzahlen von 1800 bis 2011 | Leihgestern: Einwohnerzahlen von 1800 bis 2011 |
| --- | ---------------------------------------------- | ---------------------------------------------- | ---------------------------------------------- | ---------------------------------------------- |
| Jahr |                                                |                                                |                                                | Einwohner                                      |
| 1800 | 1800                                           |                                                | 746                                            | 746                                            |
| 1806 | 1806                                           |                                                | 762                                            | 762                                            |
| 1829 | 1829                                           |                                                | 845                                            | 845                                            |
| 1834 | 1834                                           |                                                | 886                                            | 886                                            |
| 1840 | 1840                                           |                                                | 951                                            | 951                                            |
| 1846 | 1846                                           |                                                | 1.033                                          | 1.033                                          |
| 1852 | 1852                                           |                                                | 1.040                                          | 1.040                                          |
| 1858 | 1858                                           |                                                | 1.028                                          | 1.028                                          |
| 1864 | 1864                                           |                                                | 956                                            | 956                                            |
| 1871 | 1871                                           |                                                | 969                                            | 969                                            |
| 1875 | 1875                                           |                                                | 1.004                                          | 1.004                                          |
| 1885 | 1885                                           |                                                | 1.080                                          | 1.080                                          |
| 1895 | 1895                                           |                                                | 1.157                                          | 1.157                                          |
| 1905 | 1905                                           |                                                | 1.364                                          | 1.364                                          |
| 1910 | 1910                                           |                                                | 1.504                                          | 1.504                                          |
| 1925 | 1925                                           |                                                | 1.727                                          | 1.727                                          |
| 1939 | 1939                                           |                                                | 1.936                                          | 1.936                                          |
| 1946 | 1946                                           |                                                | 2.809                                          | 2.809                                          |
| 1950 | 1950                                           |                                                | 2.917                                          | 2.917                                          |
| 1956 | 1956                                           |                                                | 2.765                                          | 2.765                                          |
| 1961 | 1961                                           |                                                | 2.815                                          | 2.815                                          |
| 1967 | 1967                                           |                                                | 3.437                                          | 3.437                                          |
| 1980 | 1980                                           |                                                | ?                                              | ?                                              |
| 1990 | 1990                                           |                                                | ?                                              | ?                                              |
| 2000 | 2000                                           |                                                | ?                                              | ?                                              |
| 2011 | 2011                                           |                                                | 5.610                                          | 5.610                                          |
| Datenquelle: Historisches Gemeindeverzeichnis für Hessen: Die Bevölkerung der Gemeinden 1834 bis 1967. Wiesbaden: Hessisches Statistisches Landesamt, 1968. Weitere Quellen: ; Zensus 2011 |                                                |                                                |                                                |                                                |

### Historische Religionszugehörigkeit
| • 1829: | 997 evangelische, 2 römisch-katholische Einwohner, 1 Mennonit, 46 Juden |
| • 1961: | 2268 evangelische, 519 römisch-katholische Einwohner                    |

### Historische Erwerbstätigkeit
| • 1961: | Erwerbspersonen: 271 Land- und Forstwirtschaft, 605 Prod. Gewerbe, 235 Handel, Verkehr und Nachrichtenübermittlung, 237 Dienstleistungen und Sonstiges. |

## Politik
Bis zum Zusammenschluss mit der damaligen Stadt Großen-Linden zur neuen Stadt Linden im Jahr 1977 wurde die kommunale Selbstverwaltung der Gemeinde Leihgestern durch die von den Bürgern direkt gewählte Gemeindevertretung einerseits und den Gemeindevorstand unter dem Vorsitz des Bürgermeisters andererseits wahrgenommen. Nach dem Zusammenschluss wurde für den Stadtteil Leihgestern davon abgesehen, einen Ortsbezirk mit Ortsbeirat und Ortsvorsteher zu bilden. Bis 1976 wurde die Gemeindeverwaltung von folgenden Bürgermeistern geleitet:

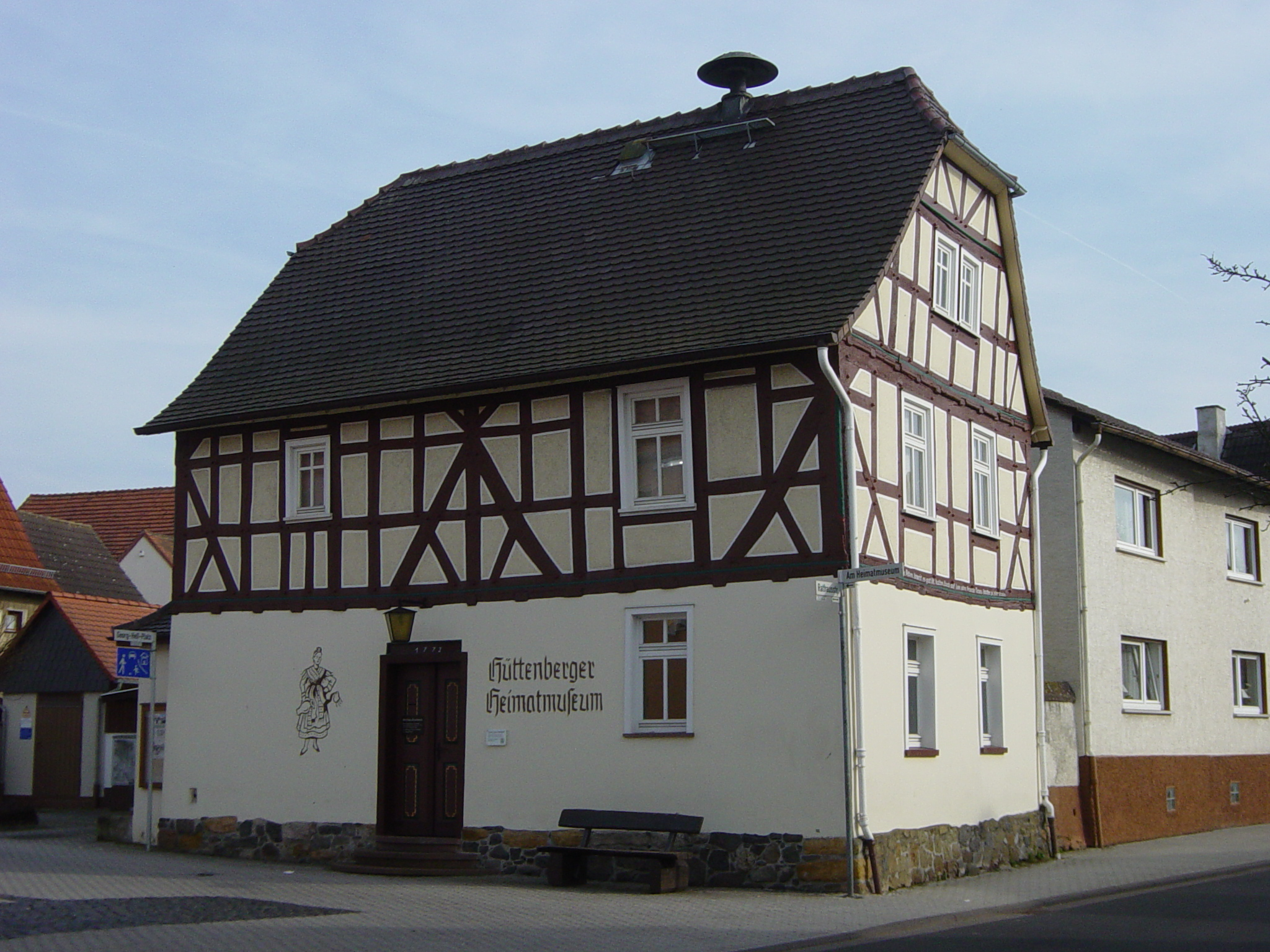
Hüttenberger Heimatmuseum im alten Rathaus

Amtszeiten der Bürgermeister
- 1842–1871 Johannes Heß (Vater)
- 1871–1904 Johannes Heß (Sohn)
- 1904–1933 Johannes Heß (Enkel)
- 1934–1937 Hans Will
- 1938–1945 Wilhelm Damm
- 1945–1948 Wilhelm Funk (SPD)
- 1948–1952 Karl Textor (SPD)
- 1952–1956 Wilhelm Seipp (SPD)
- 1956–1969 Karl Pfeffer (SPD)
- 1969–1976 Helmut Jung (SPD)

## Sehenswürdigkeiten
- Hüttenberger Heimatmuseum im alten Rathaus von Leihgestern
- Reineke-Fuchs-Museum in Leihgestern
- Wasserhaus
- Evangelische Kirche Leihgestern